# Parmaturus bigus
Parmaturus bigus és una espècie de peix de la família dels esciliorrínids i de l'ordre dels carcariniformes.

## Morfologia
- Les femelles poden assolir 71 cm de longitud total.[5]

## Hàbitat
És un peix marí que viu entre 590-606 m de fondària.

## Distribució geogràfica
Es troba a Austràlia.